# Jardín Botánico de Zúrich
El Jardín Botánico de Zúrich (en alemán: Botanischer Garten Zürich), también conocido como Botanischer Garten der Universität Zürich, es un jardín botánico, arboreto e invernadero en Zúrich, Suiza. 
Pertenece administrativamente a la Universidad de Zúrich.
Es miembro del Botanic Gardens Conservation International (BGCI), y su código de identificación internacional como institución botánica, así como las siglas de su herbario es Z.

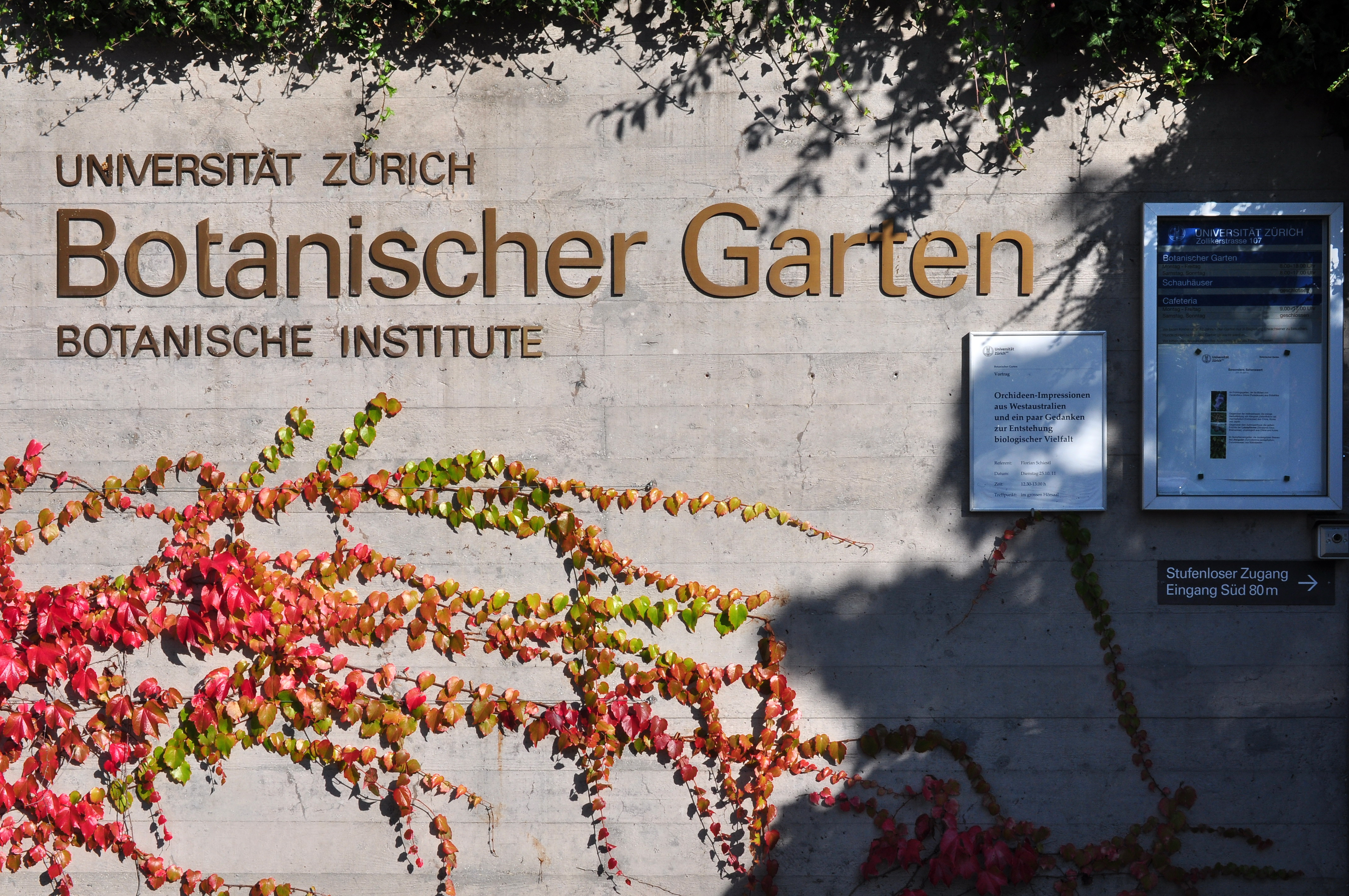
Entrada al Botanischer Garten der Universität Zürich.

## Localización
Botanischer Garten der Universität Zürich Zollikerstrasse 107, Kanton Zürich ZH 8008 Zürich, Schweiz-Suiza.
Planos y vistas satelitales.47°21′31″N 8°33′40″E / 47.35861, 8.56111
- Promedio anual de lluvias: 1200 mm
- Altitud: 436.00 m s. n. m.
- Área total de invernaderos: 2143 m²

Se llega con la línea de tranvía con parada en las estaciones: Hegibachplatz y Botanischer Garten
Este jardín botánico tiene jardines botánicos satelitales bajo la misma administración, así el Alter Botanischer Garten der Universität Zürich, "Park zur Katz") en el centro de la ciudad con unas adicionales 1.8 ha 414 m asl. Principalmente es Arboretum con un jardín de hierbas medieval dedicado a Conrad Gessner 1564 † y un invernadero histórico que data de 1874.

## Historia
Junto con la fundación de la Universidad de Zúrich en el 1833 y la demolición del baluarte "zur Katz" se comenzó también la construcción del aún actualmente existente jardín botánico en Zúrich en el foso, donde se construyó en 1851 la Palmenhaus (invernadero), que se encuentra actualmente bajo la figura de monumento protegido. 
En la actualidad el lugar pertenece al Völkerkundemuseum Zürich (museo etnográfico de Zúrich), el cual se encuentra reacondicionado en el interior del edificio de la institución. En este lugar se encuentra también el reacondicionado Gessner-Garten (Jardín Gessner), un jardín medieval de cultivo de hierbas, que se ha erigido como recuerdo del antiguo médico de la ciudad Johann Conrad Gessner.
Un grupo de gentes con inquietudes decidieron en 1971 construir un nuevo jardín botánico en el antiguo parque de la propiedad de la familia Bodmer-Abegg en la orilla del lago de Zúrich. Las obras de acondicionamiento duraron desde 1972 hasta 1977, abriéndose el parque en 1977. En el jardín botánico se encuentran plantas para la investigación y para la enseñanza en la Universidad de Zúrich, aunque también sirve como un lugar de ocio y disfrute para toda la gente en general. En este nuevo jardín se encuentran las plantas agrupadas según las condiciones y los requerimientos de su cultivo.

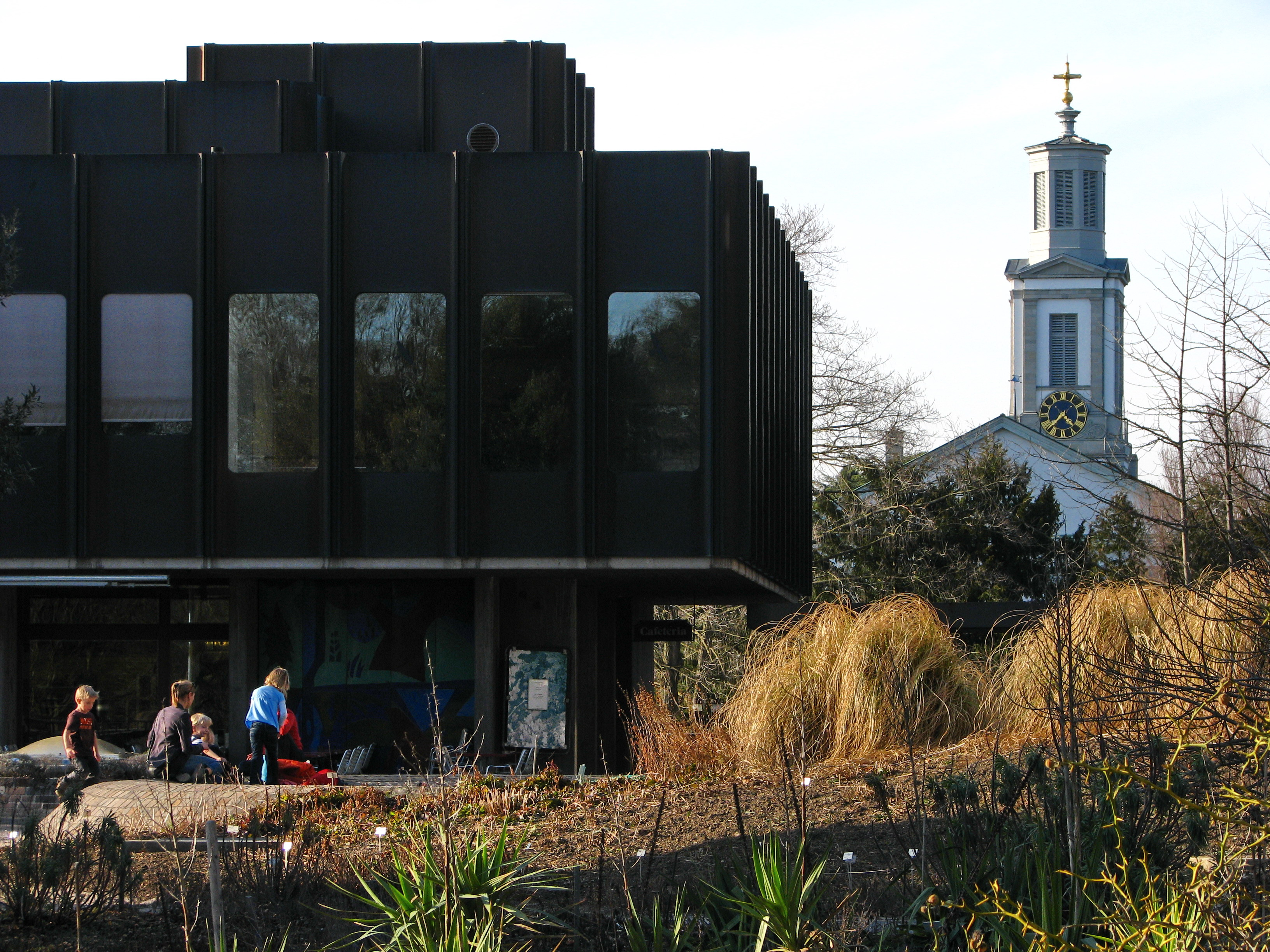
"Botanischer Garten Universität Zürich".
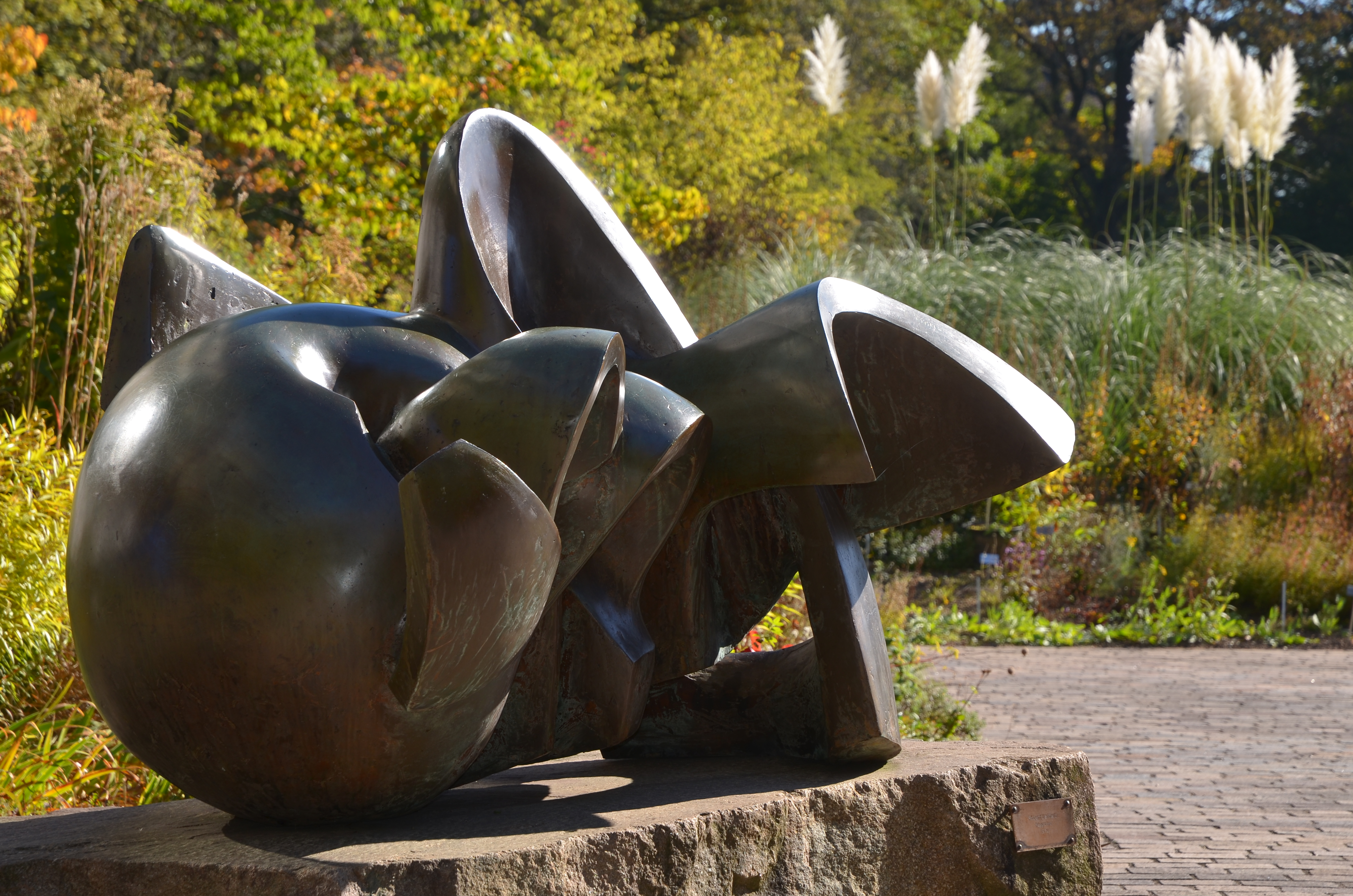
Escultura en el "Botanischer Garten der Universität Zürich".
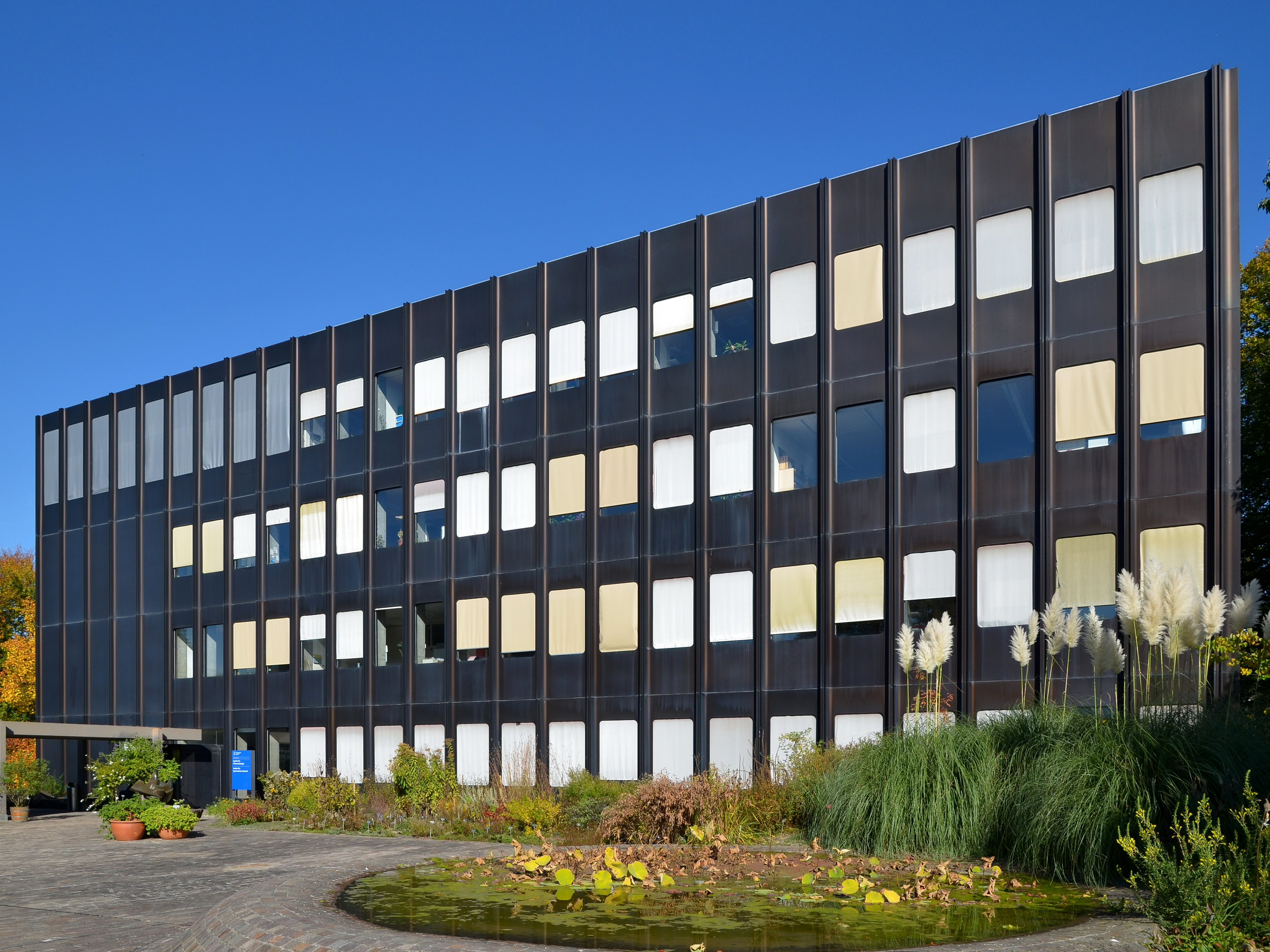
Edificio administrativo en el "Botanischer Garten der Universität Zürich".
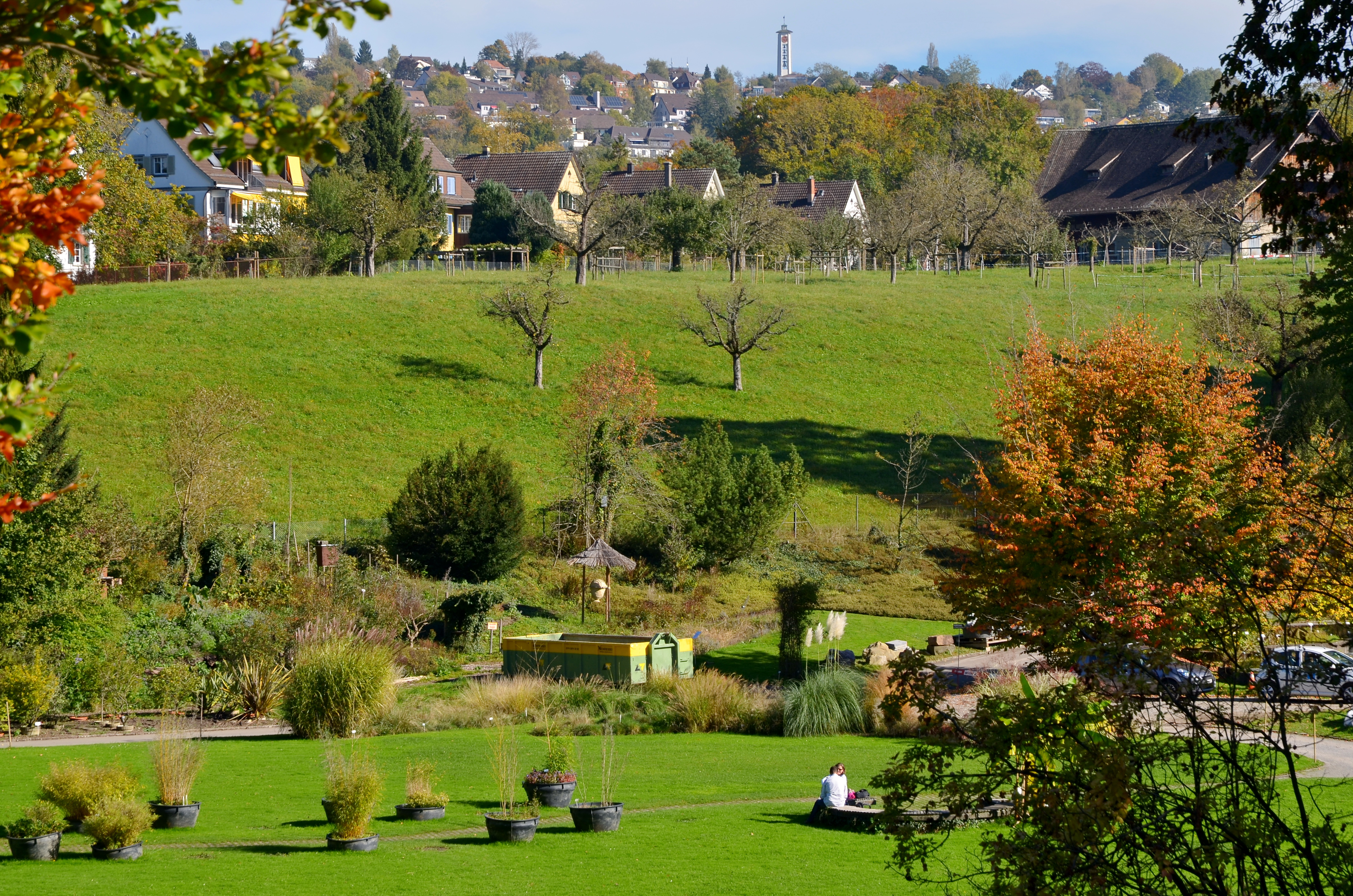
"Botanischer Garten der Universität Zürich"

## Colecciones
En el jardín botánico de Zúrich, se albergan 13000 accesiones de plantas, con 9000 taxones en cultivo. Las plantas se muestran agrupadas en diferentes hábitat (Biotopos) :
- Jardín de olores, de plantas mediterráneas
- Wadi (cuenca de río seco) con plantas adaptadas con maestría a las sequías.
- El ámbito del color en las plantas con sus aspectos culturales.
- El jardín en la primavera, con plantas típicas en los jardines de floración primaveral o estival.
- Alpinum con plantas de montañas de diversos continentes.
- Plantas acuáticas de estanques con su fauna asociada.
- Sector de plantas útiles y medicinales que se están utilizando desde hace cientos de años.
- Exhibiciones en el verano al aire libre, con plantas en macetas de plantas carnívoras, plantas piedras y otras plantas especiales.
- Invernaderos, el botánico cuenta con tres grandes cúpulas de invernadero, que corresponden con tres diferentes zonas climáticas. El mayor alberga una muestra de plantas tropicales, en los otros dos uno es de plantas subtropicales y el otro de plantas de sabana.
- Herbario con 3500000 especímenes.

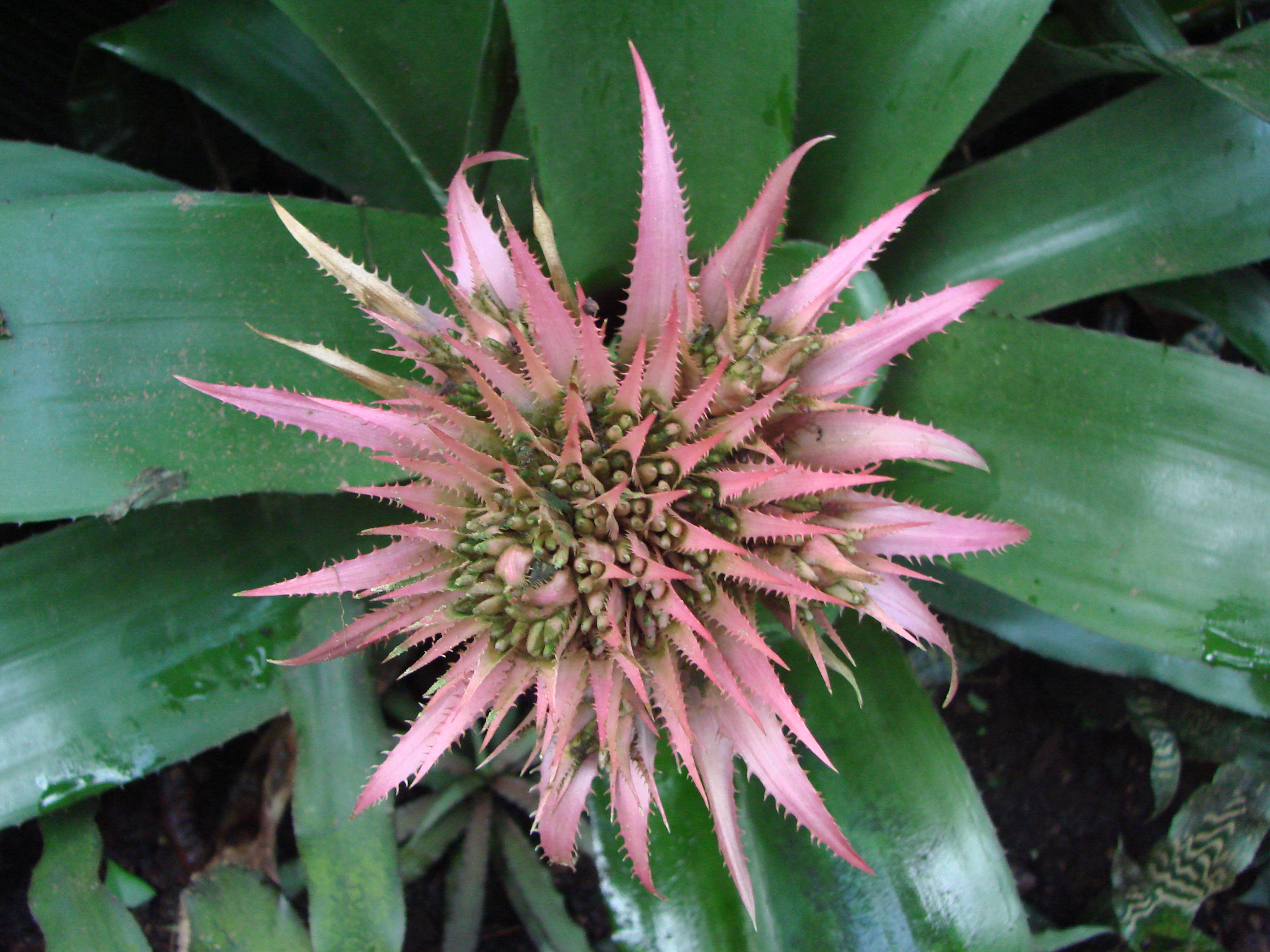
Aechmea fasciata en el "Botanischer Garten der Universität Zürich".
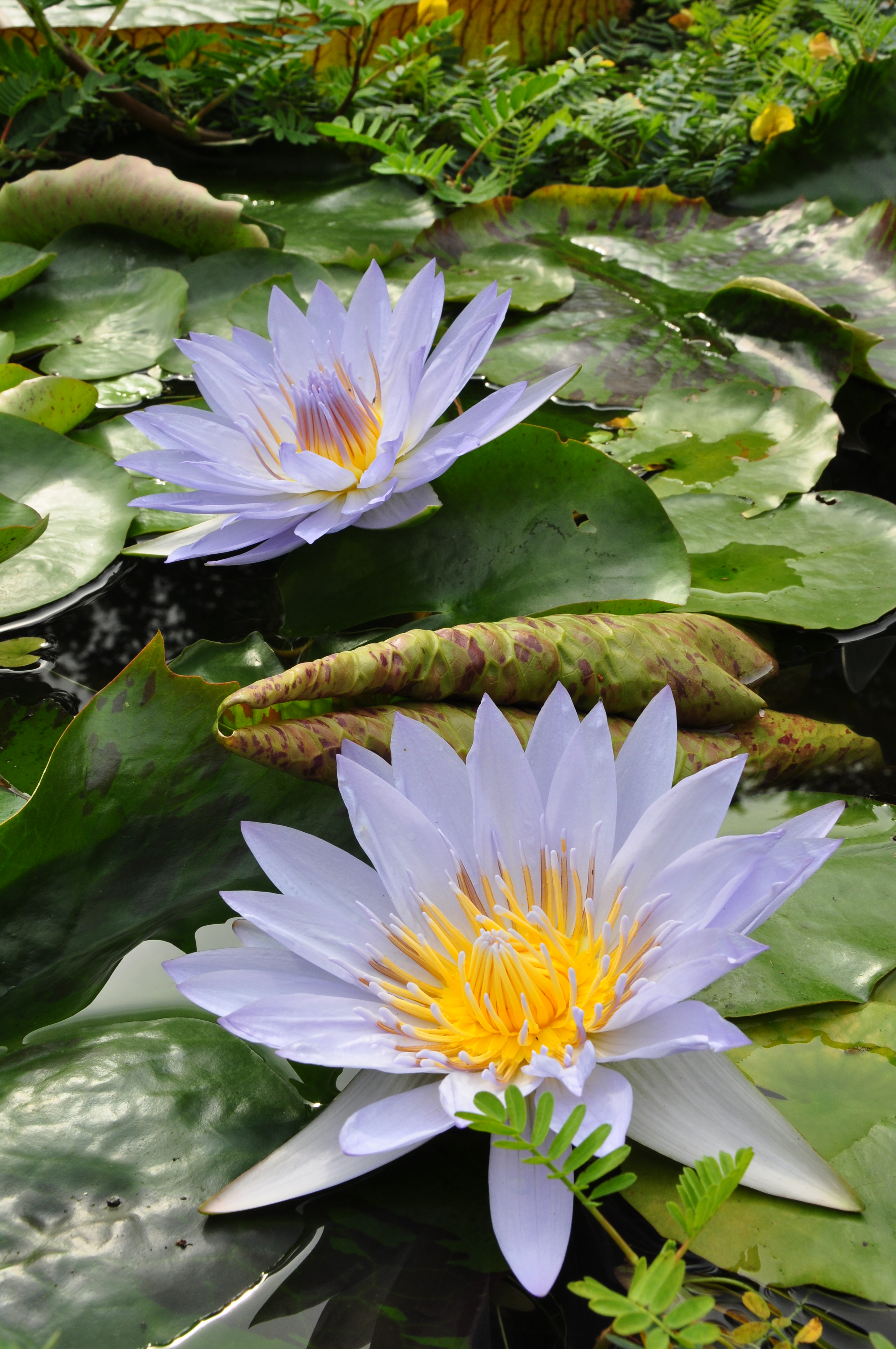
Nymphaea.
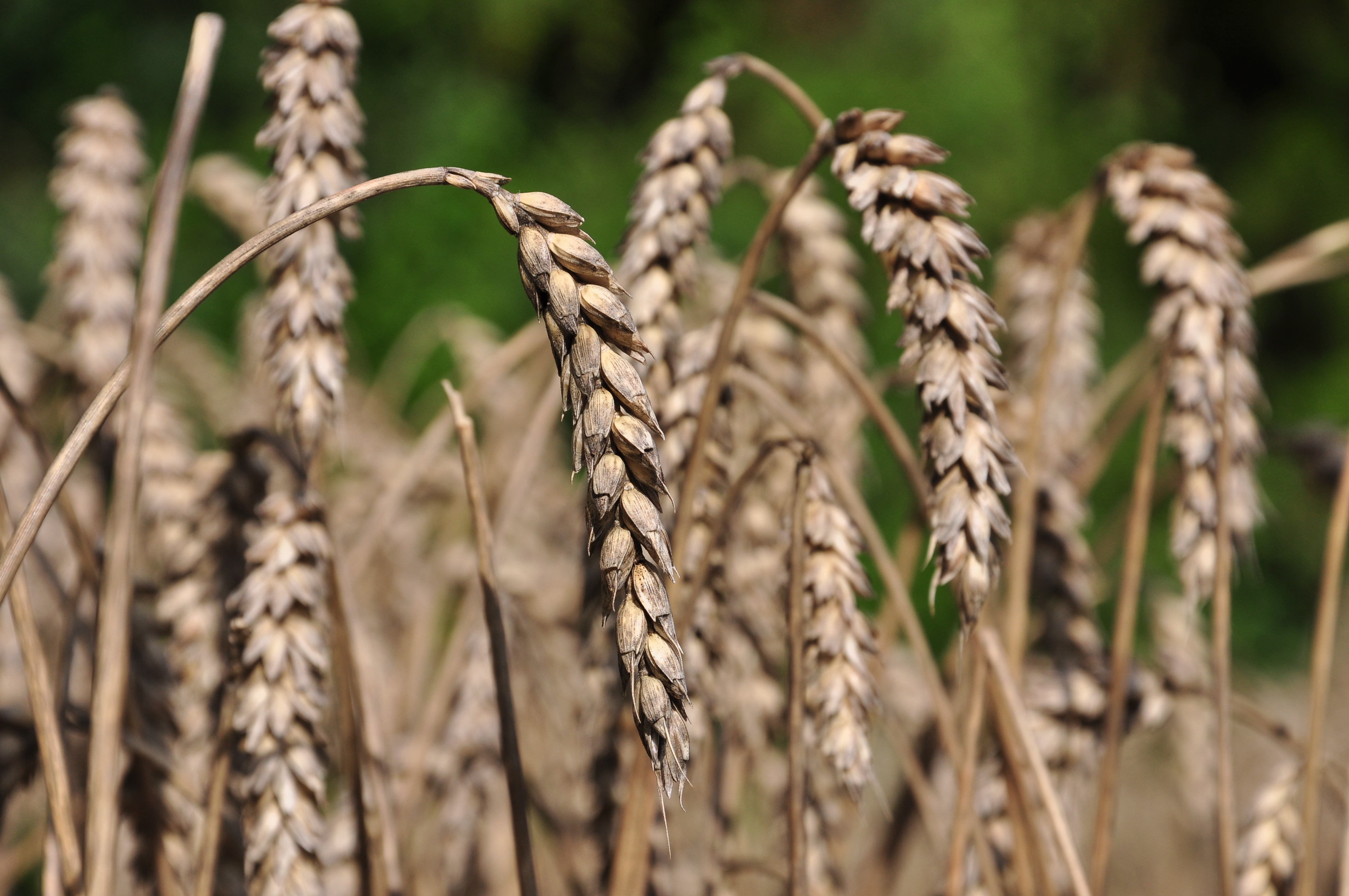
Trigo.
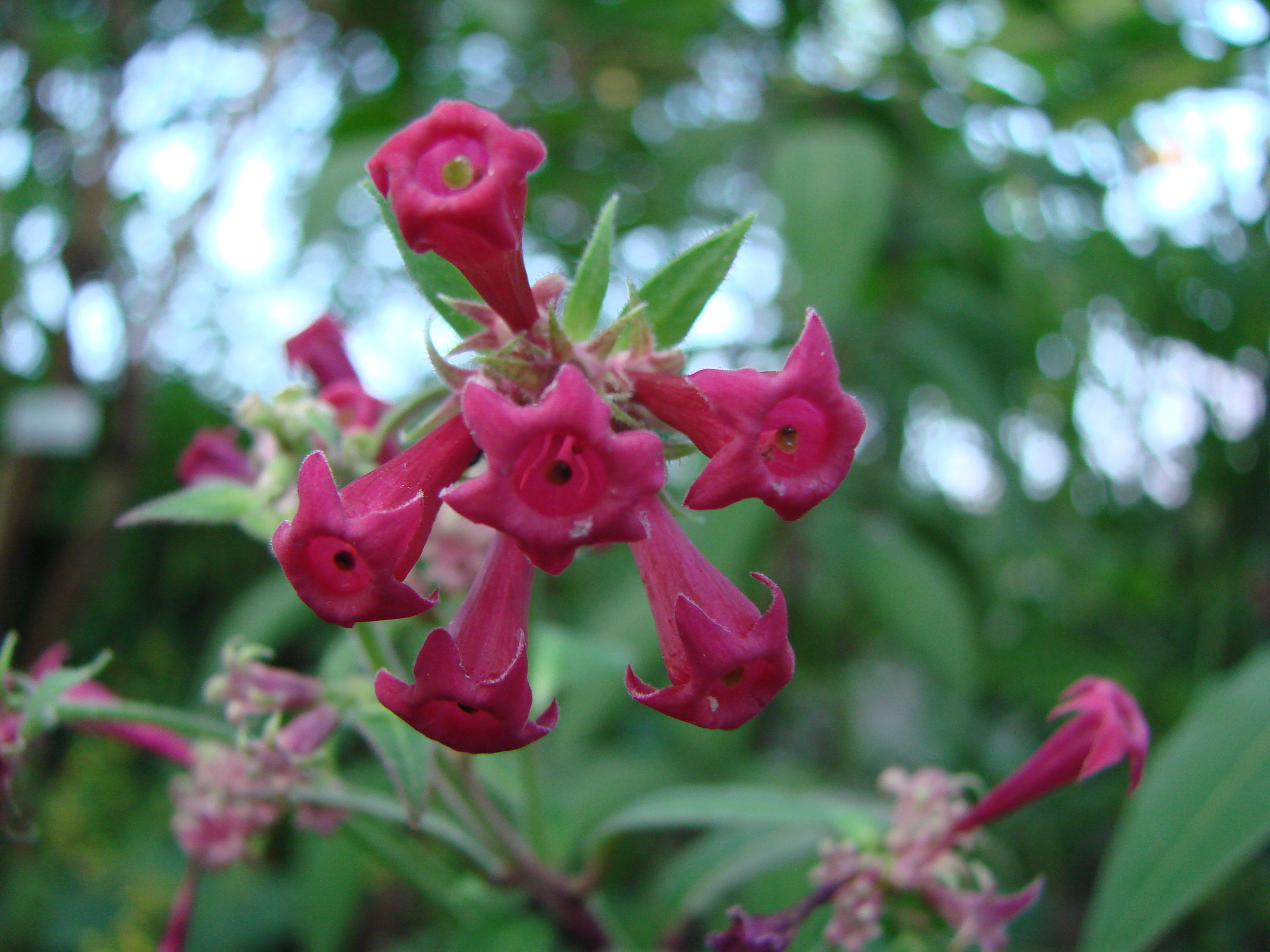
Cestrum elegans.
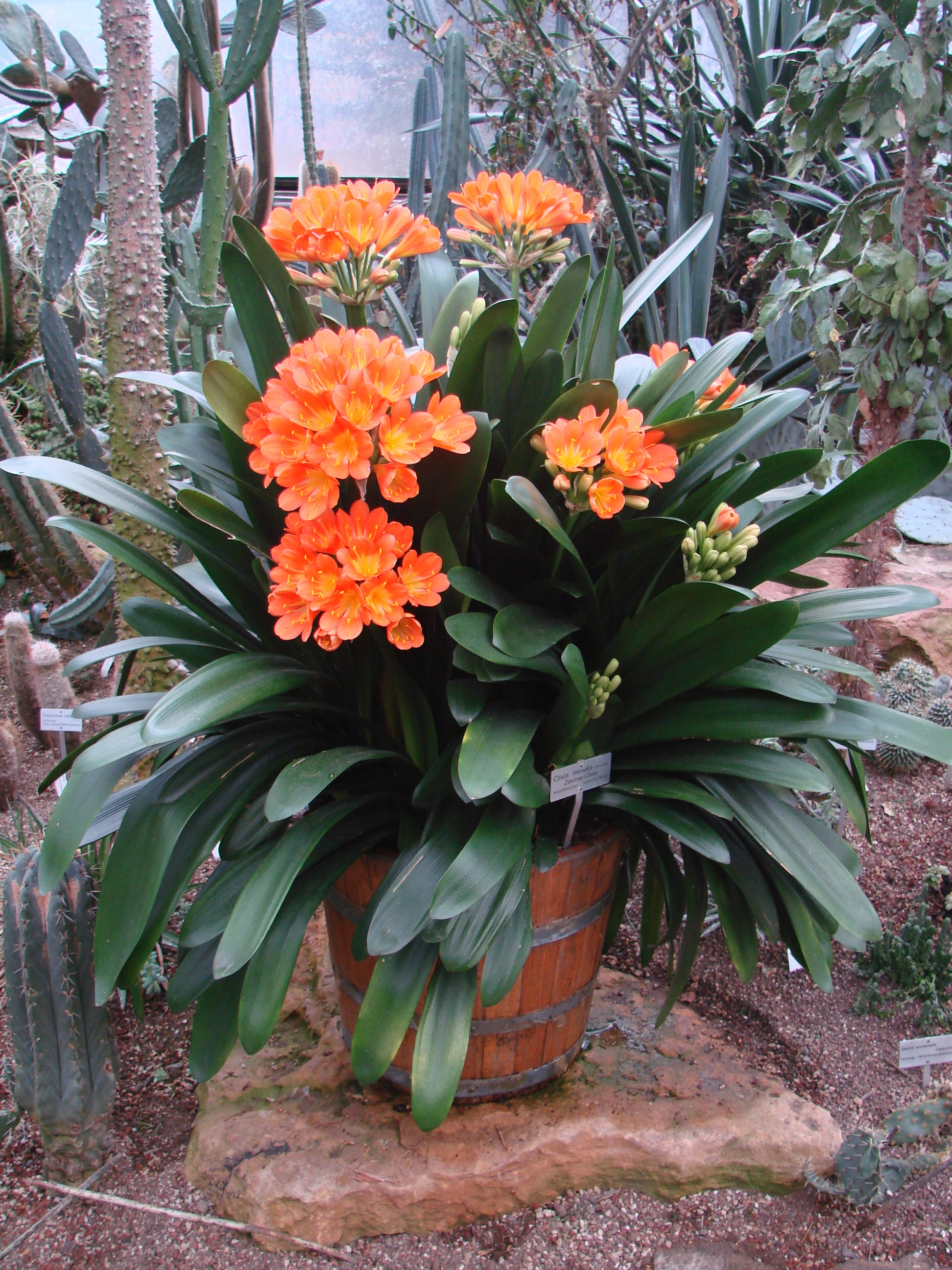
Clivia miniata en el "Botanischer Garten der Universität Zürich".
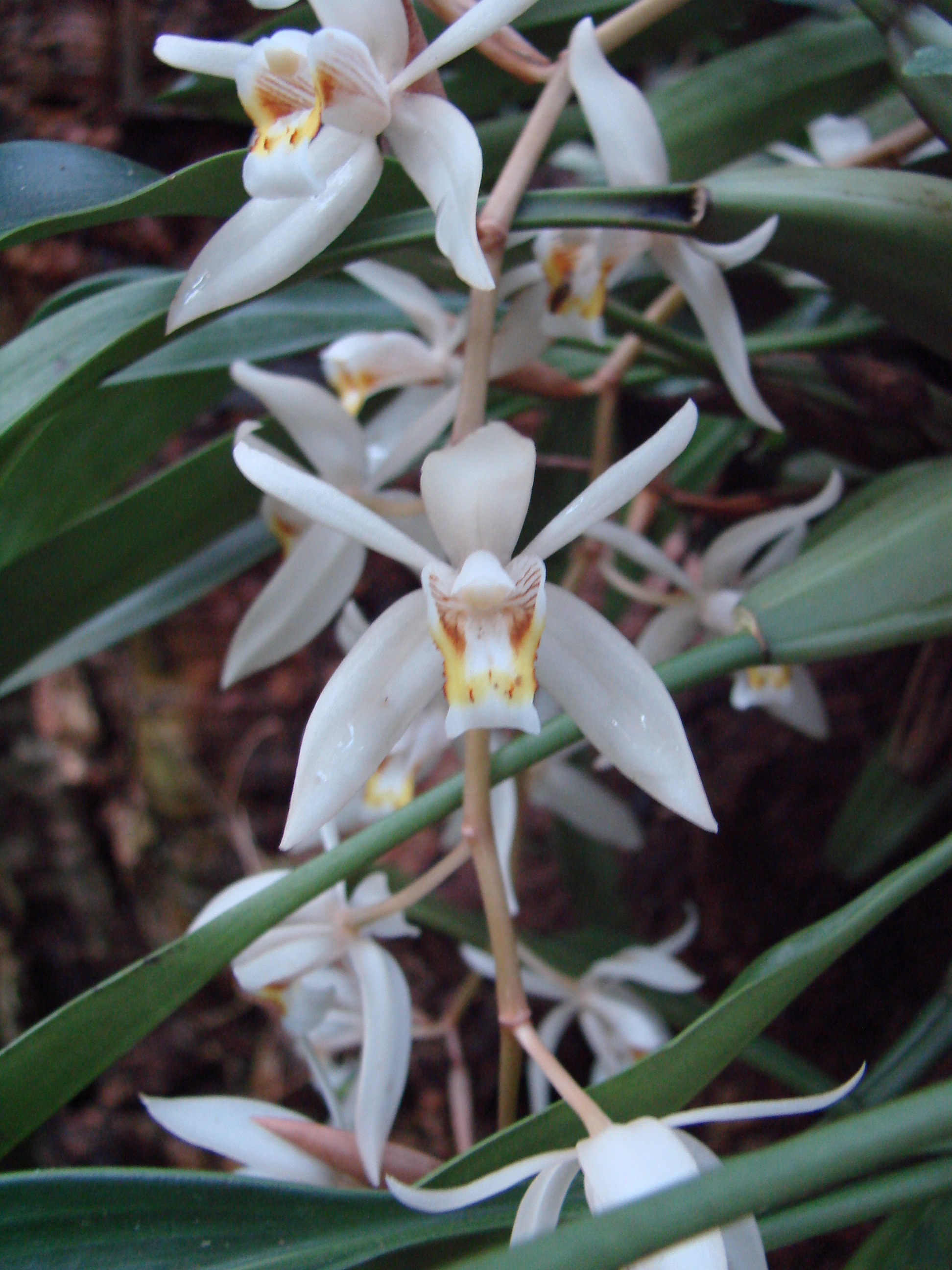
Coelogyne flaccida.
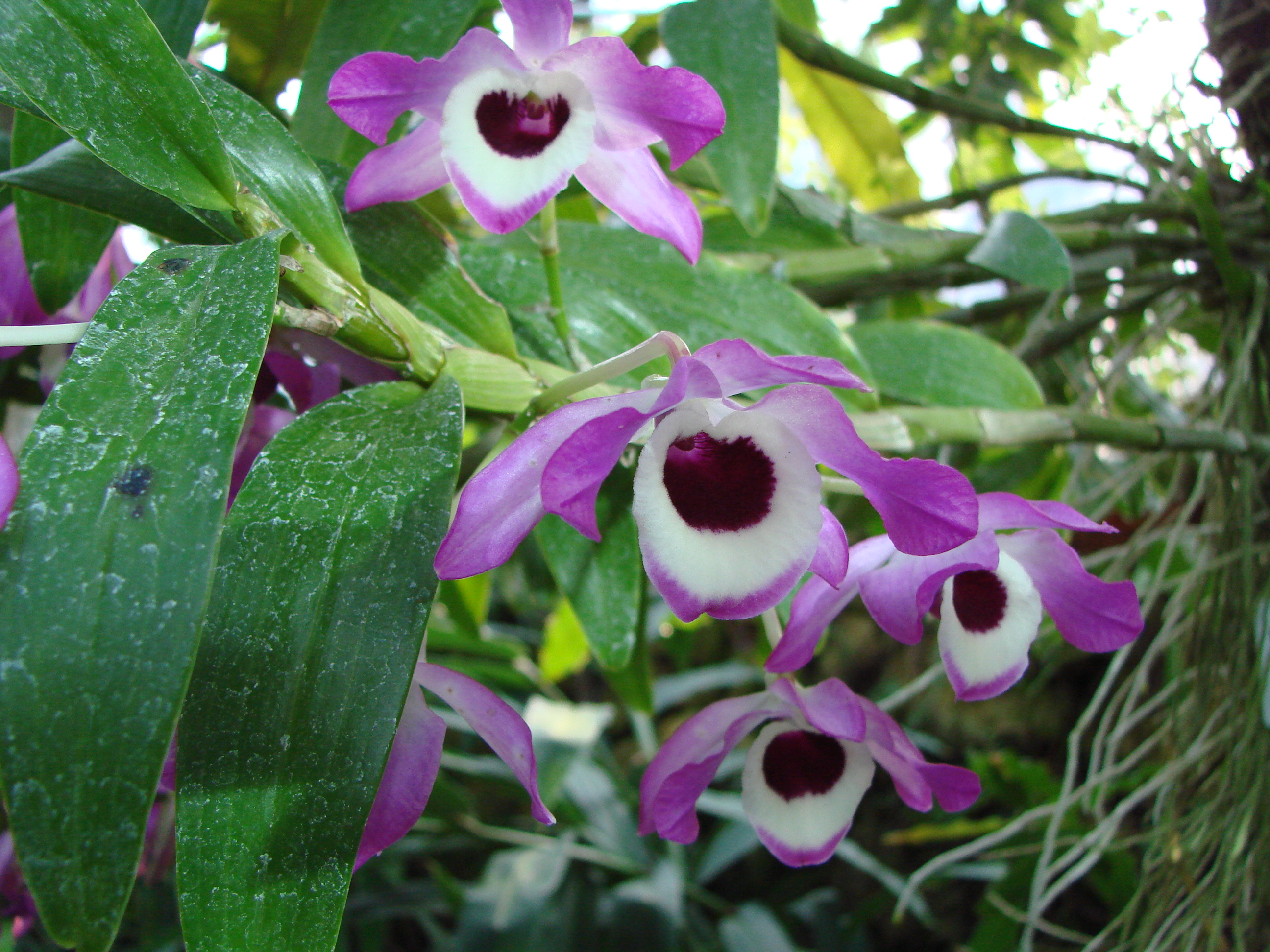
Dendrobium nobile.
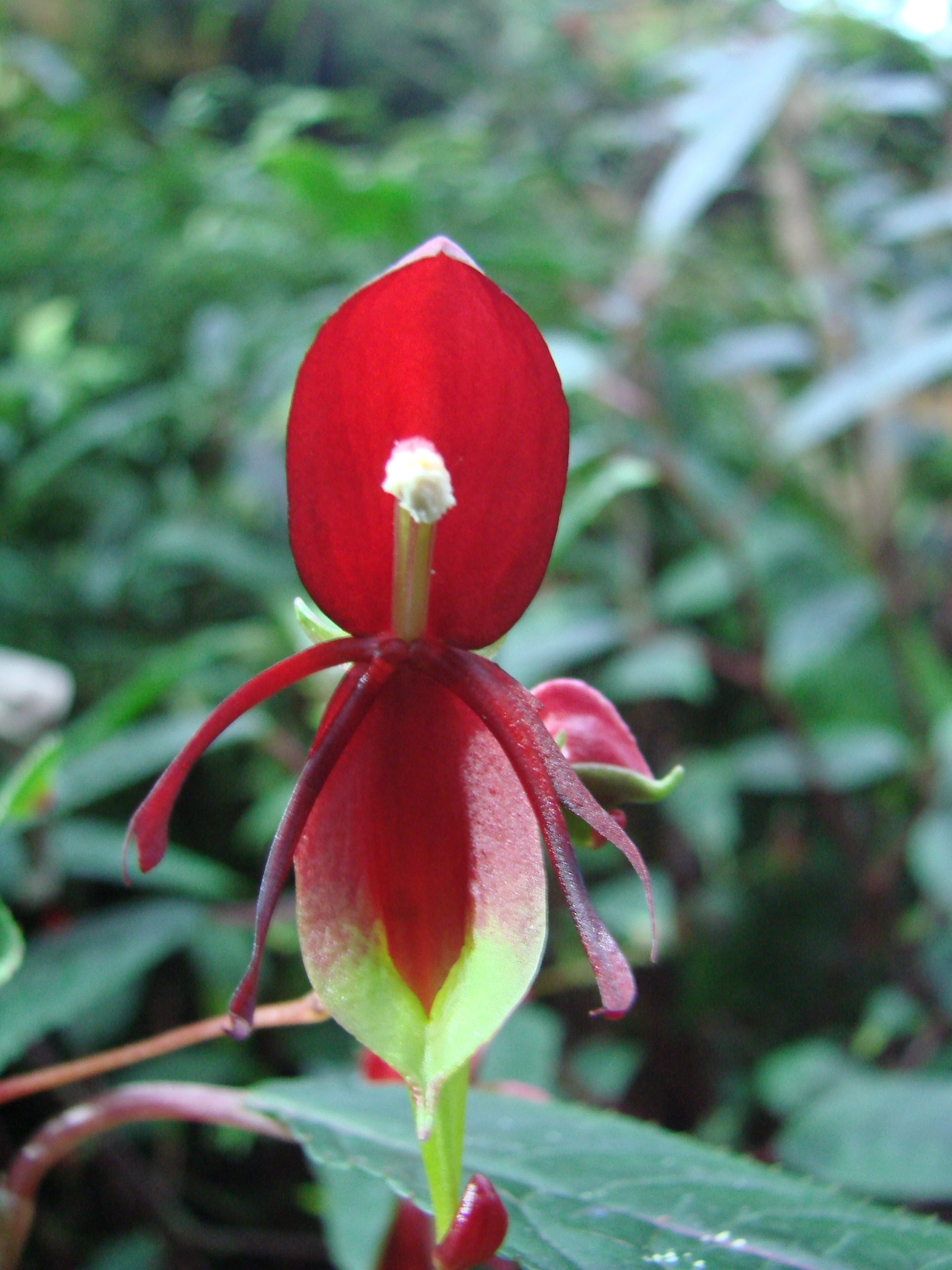
Impatiens hians.

## Actividades
En este centro se despliegan una serie de actividades a lo largo de todo el año:
| - Programas de conservación genética y biológica - Programa de polinización biológica. - Programas de conservación « ex situ » - Estudios de nutrientes de plantas - Ecología - Conservación de Ecosistemas - Programas educativos - Etnobotánica - Exploración - Horticultura - Restauración Ecológica | - Especies invasivas biología y su control - Sistemática y Taxonomía - Sostenibilidad - Farmacología - Index Seminum - Cursos para estudiantes de la universidad - Exhibiciones de plantas especiales - Sociedad de amigos del botánico - Cursos para los escolares - Cursos para el público en general |

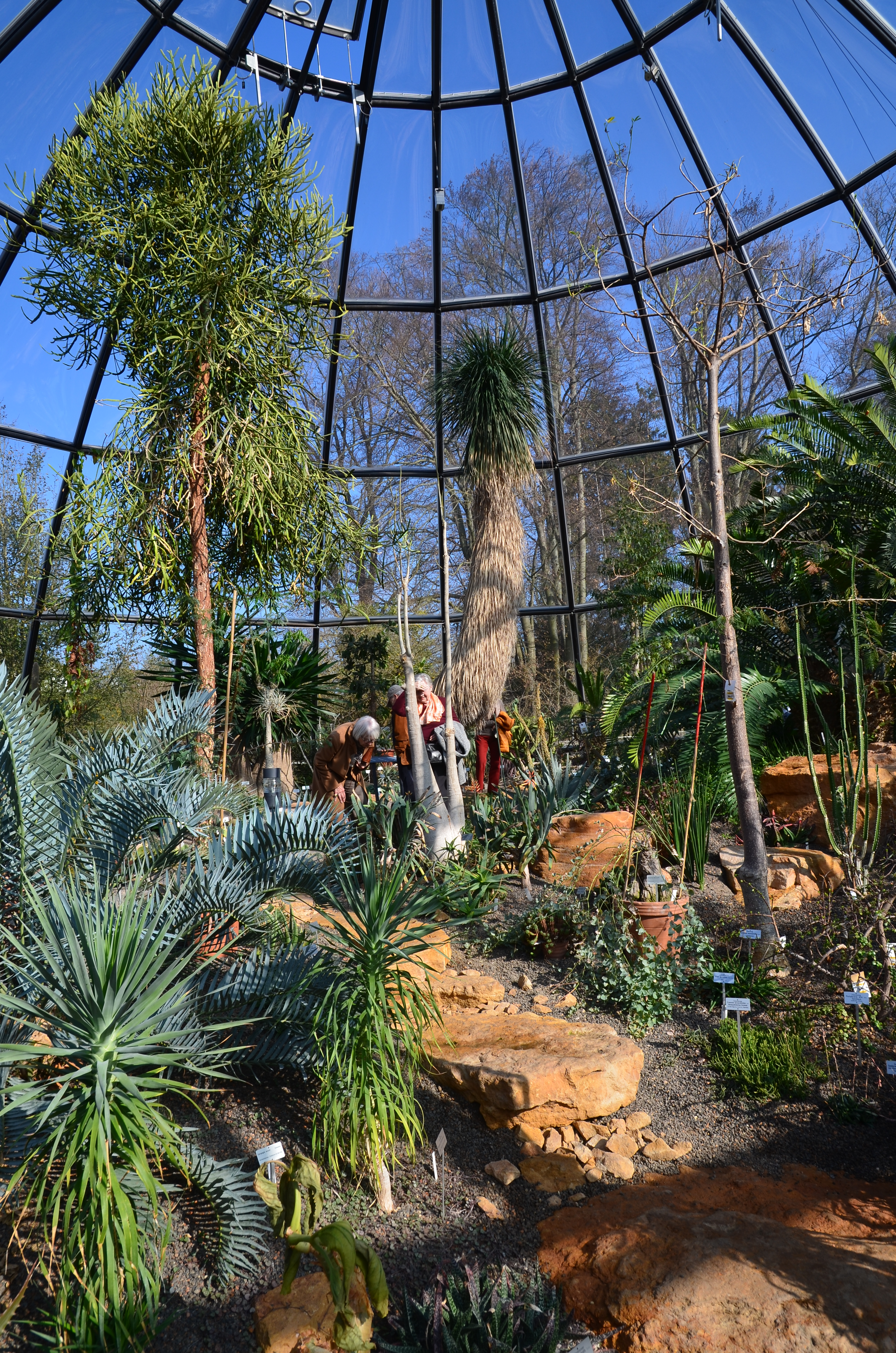
'Tiefland' en el "Botanischer Garten der Universität Zürich".
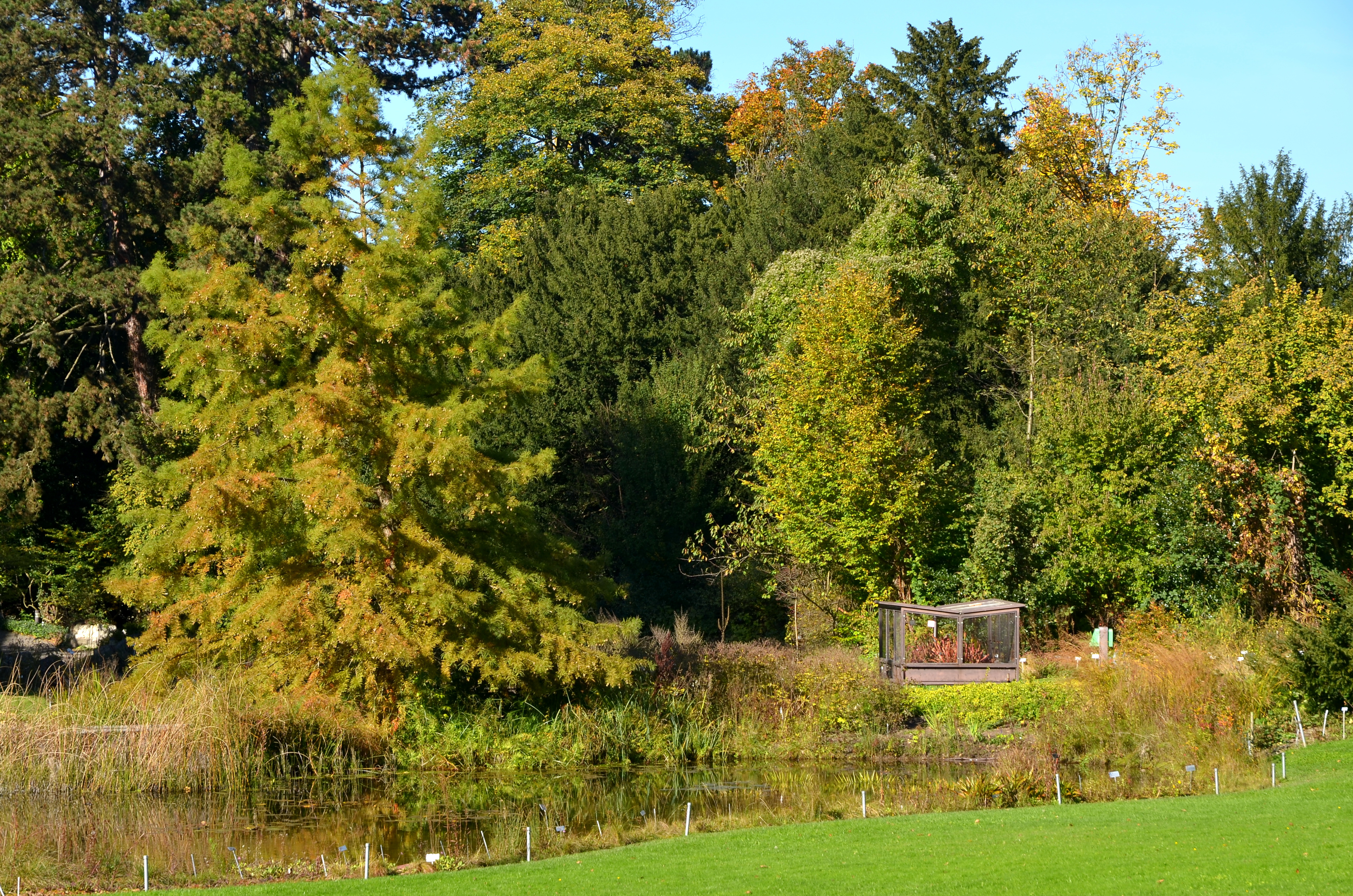
Vista parcial del "Botanischer Garten der Universität Zürich".
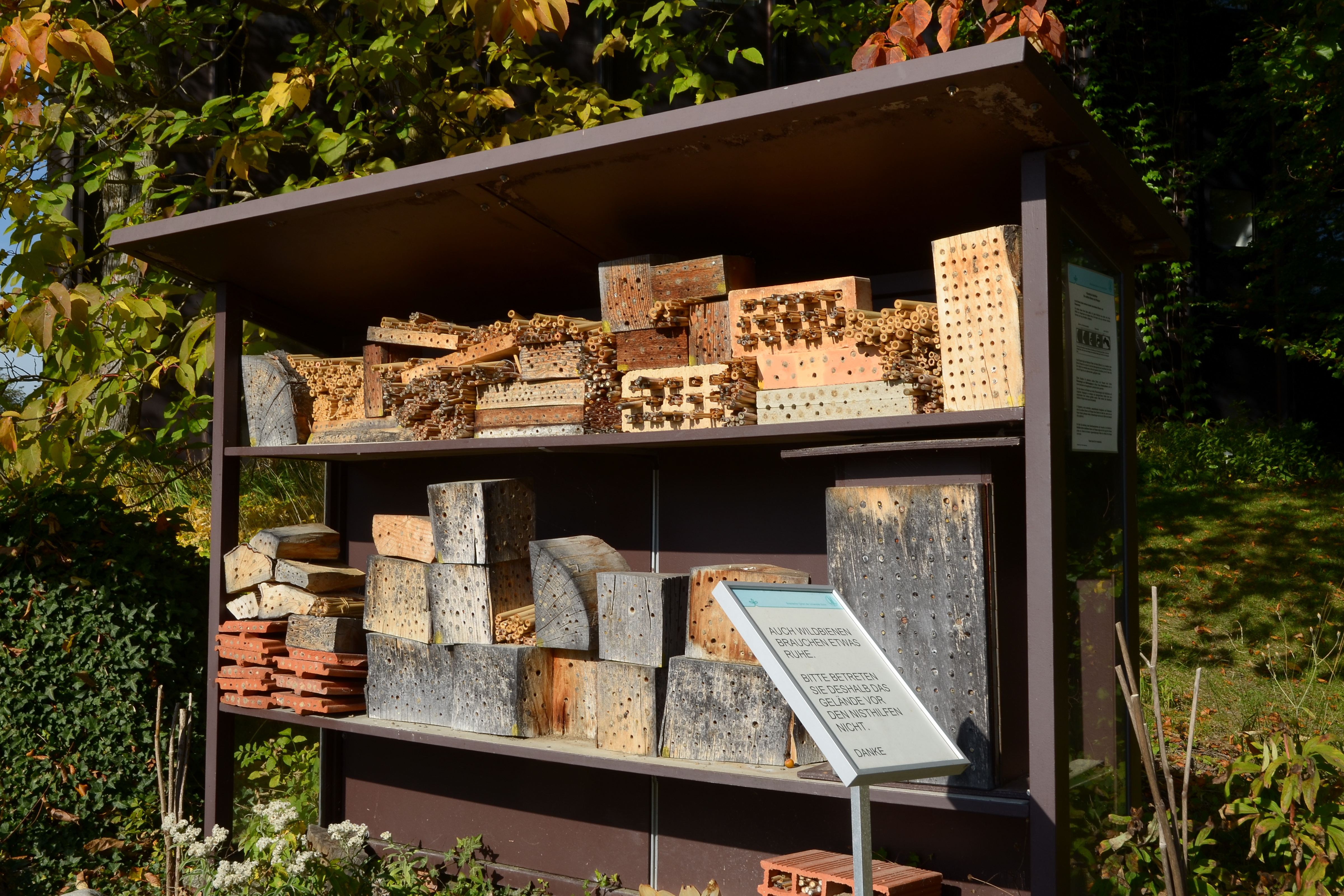
Caja de insectos en el "Botanischer Garten der Universität Zürich".
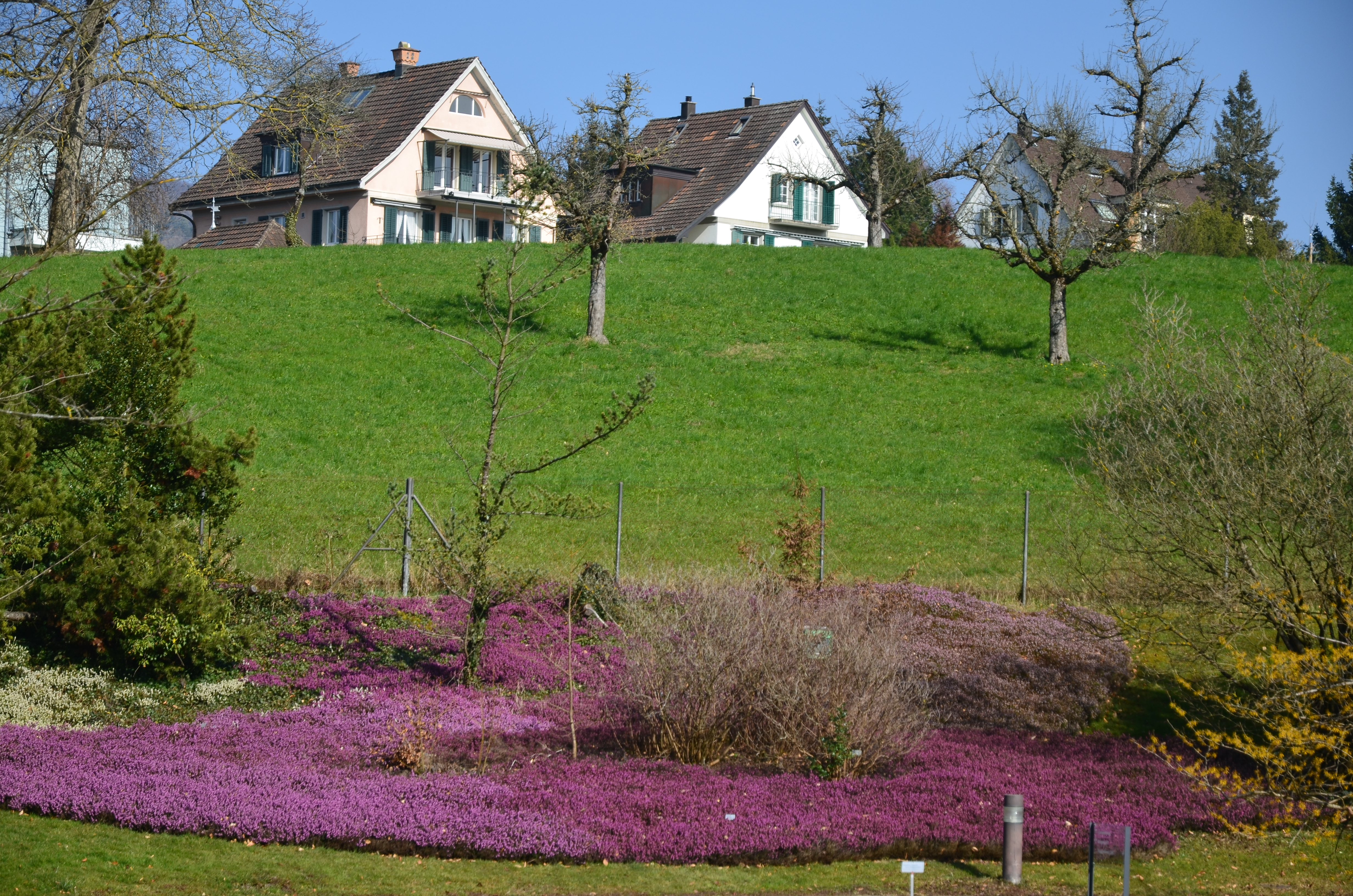
"Botanischer Garten der Universität Zürich nach Umbau".